# Pôle universitaire des sciences de gestion de Bordeaux
Le pôle universitaire des sciences de gestion de Bordeaux (PUSG) est un des campus de l’Université de Bordeaux. Il a été ouvert pour la rentrée universitaire 2006 et inauguré le 2 mars 2007. 
Le bâtiment, d’une surface de 20 000 m2 peut accueillir 3 000 étudiants. Le coût de l'ouvrage est de 21 millions d'euros.
Le bâtiment est l’œuvre des architectes Anne Lacaton et Jean-Philippe Vassal. L'architecture du bâtiment est moderne, en paroi vitrées et supports de métal et d'acier. L'extérieur est recouvert de végétaux (une quinzaine de variétés différentes), sur les 5 étages du bâtiment. A l'intérieur, une grande cour ouverte est situé au centre, faite de végétation et de plants de rosiers. La circulation entre les différents espaces s'effectue via des passerelles aériennes ou par les balcons, qui font le tour extérieur du bâtiment, et offre une vue dégagée sur la ville. Un parking est situé en sous-sol du bâtiment.
Le campus possède un restaurant et une cafétéria universitaire géré par le CROUS de Bordeaux, ainsi qu'une bibliothèque/médiathèque, une permanence de soins infirmiers et un service universitaire des activités physiques et sportives.

## Situation
Le pôle de gestion est situé dans la zone d’aménagement « Cœur de Bastide » qui a pour limite les berges de la Garonne, le jardin botanique et l’ancienne Gare d’Orléans (actuellement le cinéma multiplexe Mégarama).
Il est desservi par la ligne A du tramway de Bordeaux (station Jardin Botanique) ainsi que par une ligne de bus.

## Formations
Le pôle de gestion regroupe certaines composantes de Université de Bordeaux :
- l’Institut d'administration des entreprises (IAE),
- La faculté d'économie, gestion et AES,
- L'IUT de Bordeaux Bastide.

### Institut d’administration des entreprises de Bordeaux (IAE)
L'IAE de Bordeaux est l'école universitaire de management de l'Université de Bordeaux. Elle est membre du réseau des IAE de France. L'institut a été créé en 1955 avec, à l'origine, un seul domaine diplôme. Le directeur est Olivier Herrbach.
Aujourd'hui, plus de 1 100 étudiants ou professionnels y suivent une des 50 formations proposées de niveau Master (BAC + 4 et BAC + 5). Les domaines de formations suivies sont :
- Le marketing
- La finance
- Le contrôle de gestion
- La comptabilité
- Les ressources-humaines
- Le management international
- L'entreprenariat

L'institut comprend 45 enseignants-chercheurs répartis en 6 équipes de recherche, rassemblés au sein du laboratoire de recherche de l'IRGO (Institut de Recherche en Gestion des Organisations).

### Faculté d'économie, gestion et AES
La Faculté d'économie, gestion et AES est une école de formation de l'Université de Bordeaux en économie, gestion et administration pour les métiers de la banque, de la finance, du management, de l'administration et du commerce.
La faculté dispense de nombreuses formations, de la licence au master.
La faculté possède également des antennes à Agen et Périgueux. Au total (antennes incluses), 4 200 étudiants sont répartis entre les 9 licences et les 7 masters proposés.
La recherche s'effectue dans 3 laboratoires : 
- Le Gretha dans les domaines de l'économie de l'innovation, de l'économie de l'environnement, de l'économie du développement, de l'histoire économique et de l'aménagement du territoire.
- L'arefi dans les domaines de l'économie internationale, la banque, la finance et le négoce des matières premières.
- L'IRGO dans les domaines de la gestion des organisations, comptabilité, marketing et gouvernance des entreprises familiales.

### IUT de Bordeaux, site Bordeaux-Bastide
Le site Bordeaux-Bastide est l'un des 4 sites de l'Institut universitaire de technologie de Bordeaux, composante de l'université de Bordeaux, qui dispense des formations juridiques, de gestion des entreprises, de logistique et transport et de techniques de commercialisation. De plus, 3 Bachelors Universitaires de Technologie (BUT) et 16 licences professionnelles sont enseignées,.
4 000 étudiants sont répartis sur tous les sites de l'IUT.